# 賀茂神社 (高山市)
賀茂神社（かもじんじゃ）は、岐阜県高山市江名子町（旧・大野郡大名田町）に鎮座する神社。

## 概要
創建時期は不詳。南北朝時代、新田義貞の家臣畑六郎左衛門時能が飛騨国に入り上江名子に館を構えて居住。山城国上加茂神社の分霊と、この地に鎮座する荒神社の分霊を勧請し創建したという。別説では天正年間にこの地の領主の畑安高（畑時能の子孫）が創建したという。
1871年（明治4年）村社となる。1911年（明治44年）に石動神社を合祀する。

## 主祭神
- 味好高比子根命
- 賀茂別雷神

## 境内社
- 石動神社
- 秋葉神社
- 御霊神社

## 御旅所
石動神社跡地（高山市江名子町3956-3）にある賀茂神社の御旅所。賀茂桜の通称のエドヒガン（樹齢550年1本、樹齢450年2本）がある。